# Tricimba vanuatensis
Tricimba vanuatensis är en tvåvingeart som beskrevs av Ismay 1993. Tricimba vanuatensis ingår i släktet Tricimba och familjen fritflugor.
Artens utbredningsområde är Vanuatu. Inga underarter finns listade i Catalogue of Life.